# Tom Hardy
Edward Thomas Hardy (Londres, 15 de setembre de 1977) és un actor, productor cinematogràfic i exmodel anglès.
Hardy és un actor de mètode, amb un magnetisme d'una gran estrella de Hollywood però amb la posi interpretativa de l'escola britànica. El seu paper més conegut és el personatge d'Eddie Brock / Venom, l'antiheroi de la pel·lícula homònima (2018) de Marvel, i del seu seqüela en Venom: Let There Be Carnage (2021). Va fer el seu debut en la pel·lícula dirigida per Ridley Scott Black Hawk abatut (2001). Des de llavors ha estat nominat pels seus treballs; al Premi de l'Acadèmia al Millor actor de repartiment, dos Premis de la Crítica Cinematogràfica i dos Premis de Cinema de l'Acadèmia Britànica; i ha guanyat el Premi BAFTA a l'estrella emergent del 2011. Va destacar la seva actuació a la pel·lícula The Revenant (2015), el seu personatge de «Mad» Max Rockatansky a Mad Max: fúria a la carretera (2015) o interpretant als dos bessons Kray a Legend (2015). També ha aparegut en diverses pel·lícules de Christopher Nolan com a Origen (2010), a El cavaller fosc: la llegenda reneix (2012) interpretant a Bane o a Dunkerque (2017). A la pel·lícula Locke (2013) va donar una actuació impecable rebent excel·lents crítiques. A televisió, va destacat el seu paper d'Alfie Solomons a la sèrie dramàtica històrica de la BBC Peaky Blinders. Va liderar, va produir i va protagonitzar la sèrie de la BBC Taboo on es va ficar en la pell del temut James Delaney i va obtenir excel·lents crítiques. Ha actuat en escenaris britànics i nord-americans i ha estat nominat per al Premi Laurence Olivier, i entre 2003 i 2010 va estar en els escenaris.
Hardy és filantrop, vegà i actiu en el Moviment d'alliberament animal i en diverses obres benèfiques, va ser nomenat Cavaller de l'Excelentísima Ordre de l'Imperi Britànic i nomenat l'actor britànic més estimat pel públic de segle XXI.

## Biografia
Hardy va néixer al districte de Hammersmith i va créixer al d'East Sheen de Londres. La seva mare, Ann, era una artista i pintora d'ascendència catòlica irlandesa i el seu pare, Edward Xips Hardy, era escriptor de comèdies.
Hardy va estudiar interpretació en el Reeds School, Tower House School, Richmond Drama School, i finalment en el Drama Centre London. Comença la seva carrera interpretant papers en drames bèl·lics, sent famosa la seva interpretació del soldat John A. Janovec en la premiada minisèrie per a televisió Band of Brothers.
Fa el seu debut cinematogràfic de la mà de Ridley Scott l'any 2001 en Black Hawk abatut. El 2006 té un paper secundari en la pel·lícula Maria Antonieta de Sofia Coppola i el 2008 en RocknRolla de Guy Ritchie. El 2009 interpreta el paper protagonista de Bronson. Però possiblement el film que el va catapultar a la fama internacional va ser Origen, amb Leonardo DiCaprio.
El 2011 va participar en El talp, adaptació cinematogràfica de la novel·la de John le Carré, amb un repartiment encapçalat pel veterà actor Gary Oldman en el paper de George Smiley, Colin Firth, John Hurt i Toby Jones, entre d'altres.
El 2012 va ser el nou enemic de Batman a El cavaller fosc: la llegenda reneix, l'últim lliurament de la trilogia sobre el citat heroi, abordada pel director Christopher Nolan.
Hardy va fer incursions en els papers protagonistes de Locke de 2013, The Drop de 2014, Mad Max: fúria a la carretera de 2015 en el paper de Max Rockantasky, Child 44 i Legend en el paper doble dels bessons Kray (Ronnie i Reggie), els gangsters més perillosos del Londres dels anys 1960.
El 2016 va ser nominat a l'Oscar al millor actor secundari, pel seu paper antagonista a The Revenant.
Va protagonitzar la sèrie Taboo produïda per Ridley Scott, que es va estrenar pel canal HBO, interpretant James Delaney.

## Filmografia

### Cinema
| Any  | Títol original                       | Paper                         |
| ---- | ------------------------------------ | ----------------------------- |
| 2001 | Black Hawk abatut                    | Lance Twombly                 |
| 2002 | Deserter                             | Pascal Dupont                 |
| 2002 | Star Trek: Nemesis                   | Shinzon                       |
| 2003 | The Reckoning                        | Straw                         |
| 2003 | Dot the i                            | Tom                           |
| 2003 | LD 50 Lethal Dose                    | Matt                          |
| 2004 | EMR                                  | Henry                         |
| 2004 | Layer Cake                           | Clarkie                       |
| 2006 | Marie Antoinette                     | Raumont                       |
| 2006 | Minotaur                             | Theo                          |
| 2006 | Scenes of a Sexual Nature            | Noel                          |
| 2007 | Flood                                | Zack                          |
| 2007 | WΔZ                                  | Pierre Jackson                |
| 2007 | The Inheritance                      | Dad                           |
| 2008 | Sucker Punch                         | Rodders                       |
| 2008 | RocknRolla                           | Handsome Bob                  |
| 2008 | Bronson                              | Michael Peterson              |
| 2009 | Thick as Thieves                     | Michaels                      |
| 2009 | Perfect                              | Doctor                        |
| 2010 | Origen                               | Eames                         |
| 2011 | Sergeant Slaughter, My Big Brother   | Dan                           |
| 2011 | El talp                              | Ricki Tarr                    |
| 2011 | Warrior                              | Tommy Riordan Conlon          |
| 2012 | This Means War                       | Tuck Hansen                   |
| 2012 | El cavaller fosc: la llegenda reneix | Bane                          |
| 2012 | Lawless                              | Forrest Bondurant             |
| 2013 | Locke                                | Ivan Locke                    |
| 2014 | The Drop                             | Bobby Saginowski              |
| 2015 | Child 44                             | Leo Demidov                   |
| 2015 | Mad Max: fúria a la carretera        | Max Rockatansky               |
| 2015 | London Road                          | Mark                          |
| 2015 | Legend                               | Ronald Kray and Reginald Kray |
| 2015 | The Revenant                         | John Fitzgerald               |
| 2017 | Dunkerque                            | Farrier                       |
| 2017 | Star Wars: Els últims Jedi           | FN-926                        |
| 2018 | Venom                                | Eddie Brock / Venom           |
| 2020 | Capone                               | Al Capone                     |
| 2021 | Venom: Let There Be Carnage          | Eddie Brock / Venom           |
| 2022 | Havoc                                | Walker                        |

### Televisió
| Any  | Títol original                       | Paper                                      | Notes                                                                                    |
| ---- | ------------------------------------ | ------------------------------------------ | ---------------------------------------------------------------------------------------- |
| 2001 | Band of Brothers                     | John Janovec                               | Sèrie de TV Episodis: -Episodi Why We Fight -Episodi Points                              |
| 2005 | Colditz                              | Jack Rose                                  | Sèrie de TV                                                                              |
| 2005 | The Virgin Queen                     | Robert Dudley, primer comte de Leicester   | Sèrie de TV                                                                              |
| 2005 | Gideon's Daughter                    | Andrew                                     | Pel·lícula per a TV                                                                      |
| 2006 | A for Andromeda                      | John Fleming                               | Pel·lícula per a TV                                                                      |
| 2006 | Sweeney Todd                         | Matthew                                    | Pel·lícula per a TV                                                                      |
| 2007 | Cape Wrath, coneguda com Meadowlands | Jack Donnelly                              | Sèrie de TV                                                                              |
| 2007 | Oliver Twist                         | Bill Sikes                                 | Sèrie de TV                                                                              |
| 2007 | Stuart: A Life Backwards             | Stuart Shorter                             | Pel·lícula per a TV                                                                      |
| 2008 | Cims borrascosos                     | Heathcliff                                 | Minisèrie de TV                                                                          |
| 2009 | The Take                             | Freddie Jackson                            | Sèrie de TV                                                                              |
| 2013 | Poaching Wars with Tom Hardy         | Narrador                                   | Documental: Tom Hardy contra la caça il·legal                                            |
| 2014 | Peaky Blinders - Temporada 2         | Personatge recurrent: Alfie Solomons       | Sèrie de BBC Two -Episodi #2.6 -Episodi #2.5 -Episodi #2.4 -Episodi #2.3 -Episodi #2.2   |
| 2016 | Peaky Blinders - Temporada 3         | Personatge recurrent: Alfie Solomons       | Sèrie de BBC Two Episodi #3.5 -Episodi #3.6                                              |
| 2017 | Peaky Blinders - Temporada 4         | Personatge recurrent: Alfie Solomons       | Sèrie de BBC Two Episodi #4.6 The Company -Episodi #4.5 The Duel -Episodi #4.4 Dangerous |
| 2017 | Taboo - Temporada 1                  | Personatge principal: James Keziah Delaney | Sèrie de BBC One                                                                         |
| 2018 | Sticky                               | Herbert Maloney                            | Sèrie de TV - Episodi Where Eagles Fap                                                   |
| 2019 | Peaky Blinders - Temporada 5         | Personatge recurrent: Alfie Solomons       | Sèrie de BBC Two Episodi: #5.6 Mr. Jones                                                 |
| 2020 | All or Nothing: Tottenham Hotspur    | Narrador                                   | Documental per a Amazon Prime                                                            |
| 2022 | Peaky Blinders - Temporada 6         | Personatge recurrent: Alfie Solomons       | Sèrie de BBC Two Episodi: #6.1 Black Day                                                 |
| 2022 | Taboo - Temporada 2                  | Personatge principal: James Keziah Delaney | Sèrie de BBC One                                                                         |

## Premis i nominacions

### Premis
- 2011. BAFTA a l'estrella emergent
- 2015. Millor actor Premis British Independent Film[6] per Legend
- 2011. Millor actor Premis British Independent Film per Bronson

### Nominacions
- 2008. BAFTA al millor actor de televisió per Stuart: A Life Backwards
- 2016. Oscar al millor actor secundari per The revenant